# Karla Brinkmann
Karla Brinkmann (* 31. Oktober 2006) ist eine deutsche Fußballspielerin. Sie gehört seit Juli 2021 dem VfL Wolfsburg als Spielerin an und ist seit dem 1. Januar 2024 für die erste Mannschaft aktiv sowie seit dem 24. Februar 2024 für die U19-Nationalmannschaft.

## Karriere

### Vereine
Brinkmann begann für den in Alfeld im Landkreis Hildesheim ansässigen SV Alfeld mit dem Fußballspielen. Im weiteren Verlauf gehörte sie der Nachwuchsmannschaft von Hannover 96 an, bevor sie im Jahr 2021 nach Wolfsburg gelangte. Für die B-Jugendmannschaft spielte sie – saisonübergreifend – vom 14. August 2021 bis zum 12. November 2022 26 Mal in der Staffel Nord/Nordost der B-Juniorinnen-Bundesliga.
Zur Saison 2022/23 in die zweite Mannschaft aufgerückt, kam sie für diese in der eingleisigen 2. Bundesliga in 19 von 26 Saisonspielen zum Einsatz und gab ihr Seniorinnendebüt am 23. Oktober 2022 (6. Spieltag) beim 3:2-Sieg im Heimspiel gegen die SG 99 Andernach als Einwechselspielerin in der 66. Minute für Stefanie Klug. Am Ende der Folgesaison, in der sie 18 Mal spielte, musste sie ihre Mannschaft als Vorletzter des Klassements in die Regionalliga Nord begleiten. In dieser Spielklasse erzielte sie am 13. Oktober 2024 (6. Spieltag) beim 5:0-Sieg im Auswärtsspiel gegen die Zweitvertretung von Werder Bremen mit dem Treffer zum Endstand in der 53. Minute ihr erstes Tor im Seniorinnenbereich.
Ihr Debüt für die erste Mannschaft gab sie am 17. Februar 2024 (14. Spieltag) mit Einwechslung für Nuria Rábano ab der 79. Minute beim 9:1-Sieg im Auswärtsspiel gegen den Bundesliganeuling 1. FC Nürnberg.

### Auswahl- / Nationalmannschaft
Brinkmann kam als Spielerin der U16-Auswahlmannschaft des Niedersächsischen Fußballverbandes vom 6. bis 8. April 2022 in drei Spielen im Turnier um den DFB-Länderpokal an der Sportschule Wedau in Duisburg zum Einsatz.
Für den DFB kam sie in den Nachwuchsnationalmannschaften der Altersklasse U16 und U19 zum Einsatz. Ihr Debüt als Nationalspielerin gab sie am 19. Mai 2022 in Basel bei der 0:1-Niederlage im Freundschaftsspiel gegen die Schweizer U16-Nationalmannschaft als Einwechselspielerin zur zweiten Spielzeit für Melina Wahlheim. Ihr zweites Länderspiel in dieser Altersklasse war ein siegreiches; am 15. Juni 2022 gewann sie mit ihrer Mannschaft das in Büdelsdorf ausgetragene Freundschaftsspiel gegen die U16-Nationalmannschaft Dänemarks mit 2:0.
Für die U19-Nationalmannschaft bestritt sie im Spieljahr 2024 (bislang) sieben Länderspiele. Ihr Debüt erfolgte am 24. Februar bei der 0:3-Niederlage gegen die U19-Nationalmannschaft der Niederlande im U19-Nationenturnier, das in Alicante ausgetragen wurde. Drei Tage später am selben Spielort, beim 2:2-Unentschieden gegen die U19-Nationalmannschaft Italiens, gelang ihr mit dem Treffer zum 2:0 in der 41. Minute ihr erstes Länderspieltor. Mit der U19-Nationalmannschaft nahm sie an der vom 14. bis zum 27. Juli in Litauen ausgetragenen Europameisterschaft teil und wurde in den letzten beiden Spielen der Gruppe B eingesetzt. Als Dritter der Gruppe schied sie mit ihrer Mannschaft vorzeitig aus dem Turnier aus.